# Kogugyang
Kogugyang lub Gogukyang (zm. 391) – król (wang) Koguryŏ, największego z Trzech Królestw Korei, panujący w latach 384–391.

## Życiorys
Był synem króla Kogugwŏna, który zginął w czasie najazdu Baekje w 371 broniąc twierdzy w Pjongjangu. Był także młodszym bratem Sosurima i ojcem Kwanggaet’o Wielkiego. Wstąpił na tron, gdy Sosurim zmarł bez syna.

### Panowanie
W drugim roku swego panowania wysłał 40 tysięcy zbrojnych przeciwko Późniejszemu Yan w Liaotung. Koreańska armia opanowała Liaotung i przyprowadziła 10 tysięcy jeńców.
W 386 roku książę Tamdŏk, późniejszy Kwanggaet’o, został wyznaczony na następcę tronu.
W roku 392 Koguryŏ zawarło sojusz z królem Naemulem z państwa Silla.
Król Kogugyang pogłębił formalne przyjęcie przez koreańskie państwo konfucjanizmu i buddyzmu, zlecił budowę świątyni narodowej i odnowę grobowców przodków.